# District de Luzhu
Ne doit pas être confondu avec District de Lujhu.
Le district de Luzhu (chinois traditionnel : 蘆竹區 ; chinois simplifié : 芦竹区 ; pinyin : lúzhú qū ; zhuyin : ㄌㄨˊ ㄓㄨˊ ㄑㄩ), autrefois municipalité, parfois orthographié Lujhu, est un district de la municipalité spéciale de Taoyuan, au nord de Taïwan.